# Crisi de subsistència
Una crisi de subsistència era cada un dels períodes crònics de fam característics de les societats agràries anteriors a la Revolució Industrial, provocats per un descens important de les collites de cereals durant dos o més anys consecutius (generalment, a causa d'una climatologia negativa).
Feien augmentar la mortalitat i, per tant, impedien el creixement sostingut de la població.